# Wahlkreis Rhône II
Der Wahlkreis Rhône II (französisch: Deuxième circonscription du Rhône) ist seit 1986 ein französischer Wahlkreis für die Wahl zur Nationalversammlung im Département Rhône.

## Allgemeines
Der Wahlkreis schließt Teile von Lyon mit ein, insbesondere die Stadtteile, die unmittelbar nördlich des Stadtzentrums gelegen sind. Seit 2015 ist der Wahlkreis auch Teil der Métropole de Lyon und wird insoweit in Verwaltungsdingen nicht als Teil des Departements Rhône behandelt.
Viele Jahre lang dominierten Parteien der rechten Mitte, bis im ersten Jahrzehnt des 21. Jahrhunderts die Sozialistische Partei den Parlamentssitz eroberte. Bei der Parlamentswahl von 2017 erhielt La République en Marche die Mehrheit der Wählerstimmen, dem allgemeinen Trend im Rhone-Tal folgend. 2020 gehörte der Abgeordnete Hubert Julien-Laferrière zu den 17 Gründungsmitgliedern der neuen Parlamentsfraktion Écologie Démocratie Solidarité, die sich von En Marche! löste.

## Abgeordnete des Wahlkreises
| Legislatur- periode | Gewählt | Gewählt                  | Partei                            |
| ------------------- | ------- | ------------------------ | --------------------------------- |
| 9.                  |         | Michel Noir              | Rassemblement pour la République  |
| 10.                 | DVD     | Michel Noir              |                                   |
| 11.                 |         | Henry Chabert            | Rassemblement pour la République  |
| 12.                 |         | Emmanuel Hamelin         | Union pour un mouvement populaire |
| 13.                 |         | Pierre-Alain Muet        | Parti socialiste                  |
| 14.                 |         | Pierre-Alain Muet        | Parti socialiste                  |
| 15.                 |         | Hubert Julien-Laferrière | La République En Marche           |
| 16.                 |         | Hubert Julien-Laferrière | Génération écologie               |

## Wahlergebnisse

### Parlamentswahl 2012
| Kandidaten               | Kandidaten               | Parteien                                | 1. Wahlgang | 1. Wahlgang | 2. Wahlgang | 2. Wahlgang |
| Kandidaten               | Kandidaten               | Parteien                                | Stimmen     | %           | Stimmen     | %           |
| ------------------------ | ------------------------ | --------------------------------------- | ----------- | ----------- | ----------- | ----------- |
|                          | Pierre-Alain Muetgewählt | SOC – Parti socialiste                  | 16.098      | 37,1        | 23.517      | 58,2        |
|                          | Emmanuel Hamelin         | UMP – Union pour un mouvement populaire | 11.020      | 25,4        | 16.924      | 41,8        |
|                          | Émeline Baume            | VEC – Europe Écologie-Les Verts         | 3.825       | 8,8         |             |             |
|                          | Anne Charmasson-Créus    | FG – Front de gauche (Gauche unitaire)  | 3.604       | 8,3         |             |             |
|                          | Denis Broliquier         | DVD – Unabh.                            | 3.066       | 7,1         |             |             |
|                          | Blanche Chaussad         | FN – Front national                     | 2.922       | 6,7         |             |             |
|                          | Fabienne Lévy            | PRV – Parti radical valoisien           | 1.109       | 2,6         |             |             |
|                          | Nicolas Guyard           | DIV – Parti Pirate                      | 391         | 0,9         |             |             |
|                          | Brigitte de Sereys       | DVD – Parti chrétien-démocrate          | 292         | 0,7         |             |             |
|                          | Luc Landrot              | ECO – Unabh.                            | 215         | 0,5         |             |             |
|                          | Fabrice Cros             | EXG – Nouveau Parti anticapitaliste     | 199         | 0,5         |             |             |
|                          | Christophe Limousin      | DVD – Mouvement pour la France          | 172         | 0,4         |             |             |
|                          | Maud Geldreich           | DVD – Debout la République              | 140         | 0,3         |             |             |
|                          | Arlette Couzon           | EXG – Lutte Ouvrière                    | 135         | 0,3         |             |             |
|                          | Clémence Flusin          | DIV – Solidarité et progrès             | 102         | 0,2         |             |             |
|                          | Patricia Margand         | DVD – Alliance royale                   | 40          | 0,1         |             |             |
|                          | Vincent Cheynet          | ECO – Unabh.                            | 5           | 0,0         |             |             |
|                          | Marianne Jue             | DIV – Unabh.                            | 2           | 0,0         |             |             |
| Gesamt                   | Gesamt                   | Gesamt                                  | 43.337      | 100         | 40.441      | 100         |
|                          |                          |                                         |             |             |             |             |
| Ungültige Stimmen        | Ungültige Stimmen        | Ungültige Stimmen                       | 269         | 0,6         | 810         | 2,0         |
| Wähler                   | Wähler                   | Wähler                                  | 43.606      | 58,2        | 41.251      | 55,1        |
| Wahlberechtigte          | Wahlberechtigte          | Wahlberechtigte                         | 74.893      |             | 74.894      |             |
|                          |                          |                                         |             |             |             |             |
| Quelle: Innenministerium |                          |                                         |             |             |             |             |

### Parlamentswahl 2017
| Kandidaten               | Kandidaten                      | Parteien                                   | 1. Wahlgang | 1. Wahlgang | 2. Wahlgang | 2. Wahlgang |
| Kandidaten               | Kandidaten                      | Parteien                                   | Stimmen     | %           | Stimmen     | %           |
| ------------------------ | ------------------------------- | ------------------------------------------ | ----------- | ----------- | ----------- | ----------- |
|                          | Hubert Julien-Laferrièregewählt | REM – La République en marche              | 16.177      | 39,1        | 17.139      | 53,0        |
|                          | Nathalie Perrin-Gilbert         | DVG – Unabh.                               | 7.461       | 18,0        | 15.198      | 47,0        |
|                          | Eleni Ferlet                    | LFI – La France insoumise                  | 4.739       | 11,5        |             |             |
|                          | Laurence Balas                  | LR – Les Républicains                      | 3.512       | 8,5         |             |             |
|                          | Denis Broliquier                | UDI – Union des démocrates et indépendants | 3.475       | 8,4         |             |             |
|                          | Rémi Zinck                      | ECO – Europe Écologie-Les Verts            | 1.856       | 4,5         |             |             |
|                          | David Tabellion                 | FN – Front national                        | 1.760       | 4,3         |             |             |
|                          | Michel Mouchbahani              | DVD – Parti chrétien-démocrate             | 435         | 1,1         |             |             |
|                          | Évelyne Dijoux                  | ECO – Unabh.                               | 361         | 0,9         |             |             |
|                          | Aurore Montauban                | DLF – Debout la France                     | 309         | 0,7         |             |             |
|                          | Valentin Bernard                | DIV – Parti animaliste                     | 307         | 0,7         |             |             |
|                          | Roxane Hirtzberger              | ECO – Unabh.                               | 281         | 0,7         |             |             |
|                          | Anne Morel                      | DIV – Union populaire républicaine         | 228         | 0,6         |             |             |
|                          | Arlette Couzon                  | EXG – Lutte Ouvrière                       | 185         | 0,4         |             |             |
|                          | Alain Guillon                   | EXD – Souveraineté, identité et libertés   | 138         | 0,3         |             |             |
|                          | Xavier Broutin                  | DIV – Unabh.                               | 103         | 0,2         |             |             |
|                          | Felina Martinez-Rodriguez       | DVG – Unabh.                               | 24          | 0,1         |             |             |
|                          | Robin Jamon                     | DIV – Unabh.                               | 2           | 0,0         |             |             |
|                          | Kamel Kroubi                    | DIV – Unabh.                               | 0           | 0,0         |             |             |
| Gesamt                   | Gesamt                          | Gesamt                                     | 41.353      | 100         | 32.337      | 100         |
|                          |                                 |                                            |             |             |             |             |
| Leere Stimmzettel        | Leere Stimmzettel               | Leere Stimmzettel                          | 227         | 0,5         | 1.897       | 5,4         |
| Ungültige Stimmzettel    | Ungültige Stimmzettel           | Ungültige Stimmzettel                      | 78          | 0,2         | 653         | 1,9         |
| Wähler                   | Wähler                          | Wähler                                     | 41.658      | 55,6        | 34.887      | 46,5        |
| Wahlberechtigte          | Wahlberechtigte                 | Wahlberechtigte                            | 74.985      |             | 74.987      |             |
|                          |                                 |                                            |             |             |             |             |
| Quelle: Innenministerium |                                 |                                            |             |             |             |             |

### Parlamentswahl 2022
| Kandidaten               | Kandidaten                      | Parteien                                                                   | 1. Wahlgang | 1. Wahlgang | 2. Wahlgang | 2. Wahlgang |
| Kandidaten               | Kandidaten                      | Parteien                                                                   | Stimmen     | %           | Stimmen     | %           |
| ------------------------ | ------------------------------- | -------------------------------------------------------------------------- | ----------- | ----------- | ----------- | ----------- |
|                          | Hubert Julien-Laferrièregewählt | NUP – Nouvelle union populaire écologique et sociale (Génération écologie) | 15.232      | 34,8        | 20.847      | 51,6        |
|                          | Loic Terrenes                   | ENS – Ensemble ! (La République en marche)                                 | 12.562      | 28,7        | 19.524      | 48,4        |
|                          | Myriam Fogel-Jedidi             | LR – Les Républicains                                                      | 4.077       | 9,3         |             |             |
|                          | Raphaël Arnault                 | REG – Unabh.                                                               | 2.980       | 6,8         |             |             |
|                          | Pierre Simon                    | REC – Reconquête                                                           | 2.438       | 5,6         |             |             |
|                          | Sylvine Sintès                  | RN – Rassemblement National                                                | 2.392       | 5,5         |             |             |
|                          | Philippe Prieto                 | DVG – Unabh.                                                               | 1.309       | 3,0         |             |             |
|                          | Adrien Drioli                   | DVG – Gauche républicaine et socialiste                                    | 1.058       | 2,4         |             |             |
|                          | Karima Aissou                   | ECO – Unabh.                                                               | 606         | 1,4         |             |             |
|                          | Claire Velicitat                | ECO – Parti animaliste                                                     | 456         | 1,0         |             |             |
|                          | Delphine Briday                 | DXG – Lutte Ouvrière                                                       | 275         | 0,6         |             |             |
|                          | Muhammad Ali                    | DIV – Union des démocrates musulmans français                              | 132         | 0,3         |             |             |
|                          | Pascal Coulan                   | DIV – Unabh.                                                               | 97          | 0,2         |             |             |
|                          | Delphine Rannou                 | DXG – Parti ouvrier indépendant démocratique                               | 86          | 0,2         |             |             |
|                          | Laurent Böhnke                  | ECO – Unabh.                                                               | 39          | 0,1         |             |             |
| Gesamt                   | Gesamt                          | Gesamt                                                                     | 43.739      | 100         | 40.371      | 100         |
|                          |                                 |                                                                            |             |             |             |             |
| Leere Stimmzettel        | Leere Stimmzettel               | Leere Stimmzettel                                                          | 345         | 0,8         | 1.289       | 3,1         |
| Ungültige Stimmzettel    | Ungültige Stimmzettel           | Ungültige Stimmzettel                                                      | 129         | 0,3         | 504         | 1,2         |
| Wähler                   | Wähler                          | Wähler                                                                     | 44.213      | 59,7        | 42.164      | 56,9        |
| Wahlberechtigte          | Wahlberechtigte                 | Wahlberechtigte                                                            | 74.034      |             | 74.047      |             |
|                          |                                 |                                                                            |             |             |             |             |
| Quelle: Innenministerium |                                 |                                                                            |             |             |             |             |

### Parlamentswahl 2024
| Kandidaten               | Kandidaten             | Parteien                                        | 1. Wahlgang | 1. Wahlgang | 2. Wahlgang | 2. Wahlgang |
| Kandidaten               | Kandidaten             | Parteien                                        | Stimmen     | %           | Stimmen     | %           |
| ------------------------ | ---------------------- | ----------------------------------------------- | ----------- | ----------- | ----------- | ----------- |
|                          | Boris Taverniergewählt | UG – Nouveau Front populaire (Les Écologistes)  | 28.567      | 49,7        | 30.239      | 58,6        |
|                          | Loïc Terennes          | ENS – Ensemble pour la République (Renaissance) | 14.455      | 25,1        | 21.385      | 41,4        |
|                          | Anaëlle Bisleau        | RN – Rassemblement National                     | 8.228       | 14,3        |             |             |
|                          | Maryll Guilloteau      | LR – Les Républicains                           | 4.456       | 7,7         |             |             |
|                          | Karim Mahmoud-Vintam   | DIV – Le Mouvement – La Voie citoyenne 1        | 731         | 1,3         |             |             |
|                          | Vanessa Etenne         | REC – Reconquête                                | 456         | 0,8         |             |             |
|                          | Delphine Briday        | EXG – Lutte Ouvrière                            | 297         | 0,5         |             |             |
|                          | Pascal Coulan          | DIV – Notre futur                               | 148         | 0,3         |             |             |
|                          | Michaël Jouteux        | EXG – Parti des travailleurs                    | 133         | 0,2         |             |             |
|                          | Nizar Touihri          | DIV – Mouvement réalisation                     | 63          | 0,1         |             |             |
|                          | Anthony Bruno          | EXG – Nouveau Parti anticapitaliste             | 0           | 0,0         |             |             |
| Gesamt                   | Gesamt                 | Gesamt                                          | 57.534      | 100         | 51.624      | 100         |
|                          |                        |                                                 |             |             |             |             |
| Leere Stimmzettel        | Leere Stimmzettel      | Leere Stimmzettel                               | 427         | 0,7         | 2.109       | 3,9         |
| Ungültige Stimmzettel    | Ungültige Stimmzettel  | Ungültige Stimmzettel                           | 189         | 0,3         | 702         | 1,3         |
| Wähler                   | Wähler                 | Wähler                                          | 58.150      | 77,9        | 54.435      | 72,9        |
| Wahlberechtigte          | Wahlberechtigte        | Wahlberechtigte                                 | 74.611      |             | 74.623      |             |
|                          |                        |                                                 |             |             |             |             |
| Quelle: Innenministerium |                        |                                                 |             |             |             |             |